# 爱上幼儿园
《爱上幼儿园》（英語：I Love Kindergarten）是金鹰卡通卫视于2015年推出的大型原创幼儿成长真人秀节目，将目光锁定在2到4岁的幼儿身上，真实记录幼儿们和明星老师从开学到逐步适应各自身份转变的全过程，以孩子的视角重新看世界。

## 簡介
《爱上幼儿园》是以纪录片的形式将孩子们成长的启蒙阶段记录下来，並邀请育儿专家做顾问，和韩国真人秀节目团队做节目指导。节目组设置了数十个固定监控，十多个跟拍摄像机，以“全方位、无死角”的状态捕捉记录孩子们每天在校园中学习玩乐的身影。由於大规模的摄像机拍攝，使得节目素材体量巨大。

## 季度
《爱上幼儿园》第一季、第二季結束。
| 季度 | 首播           | 结束           | 集数 | 主持                                                   |
| ---- | -------------- | -------------- | ---- | ------------------------------------------------------ |
| 1    | 2015年4月18日  | 2015年6月20日  | 10   | 钟丽缇                                                 |
| 2    | 2016年3月26日  | 2016年5月28日  | 10   | 夏克立、冉莹颖、吳翔                                   |
| 3    | 2017年10月21日 | 2017年12月23日 | 10   | 张伦硕、何雯娜、包峰                                   |
| 4    | 2018年10月27日 | 2018年12月29日 | 10   | 洪欣、张丹峰、常盈                                     |
| 5    | 2020年2月22日  | 2020年4月25日  | 10   | 凌潇肃、唐一菲（第一至第二期）、邹市明、冉莹颖、李素妹 |
| 6    | 2021年2月5日   | 2021年4月9日   | 10   | 袁成杰、管栎、烧饼                                     |
| 7    | 2022年2月18日  | 2022年5月13日  | 10   | 阎鹤祥、张踩铃                                         |